# Rhytiphora argentata
Rhytiphora argentata är en skalbaggsart som beskrevs av Stefan von Breuning 1938. Rhytiphora argentata ingår i släktet Rhytiphora och familjen långhorningar. Inga underarter finns listade i Catalogue of Life.